# Auf’s Korn
Auf's Korn (Visez, tireurs fédéraux !) est une marche de Johann Strauss II (op. 478). L'œuvre est créée le 28 juin 1898 au Prater de Vienne.

## Histoire
Cette marche est la dernière composition du vieillissant Johann Strauss pour le Chœur d'hommes de Vienne. Le contexte est un festival fédéral autrichien de tir qui a lieu à Vienne en juin 1898. Le texte de la marche est de l'écrivain viennois Vincenz Chiavacci (1847-1916). Dans le trio, Strauss utilise la musique existante de la Kaiser-Franz-Joseph-Jubiläums-Marsch (de) (sans numéro d'opus).
La première à l'occasion du festival de tir susmentionné a lieu au Prater de Vienne sous la direction du chef de chœur Eduard Kremser et d'un orchestre connu sous le nom de Wiener Radfahrer-Kapelle. Dans les années suivantes, la marche n'est pratiquement plus jouée. Les prochaines représentations sont alors prévues pour 1927 et 1975. La marche n’est certainement pas l’une des œuvres les plus réussies du compositeur.

## Durée
Sa durée d'exécution est d'environ 2 minutes et 20 secondes. Elle peut varier légèrement selon l'interprétation musicale du chef d'orchestre.

## Interprétation notable
En 2006, la pièce est jouée lors du célèbre concert du nouvel an à Vienne, sous la direction de Mariss Jansons.